# Fontela (Orense)
Fontela (llamada oficialmente As Fontelas) es una entidad de población situada en la parroquia de Santa María de Mones, del municipio español de Petín, en la provincia de Orense, Galicia.

## Demografía
La entidad de población de Fontela no consta ni en las bases de datos del INE ni en las del IGE por lo que se desconocen los datos demográficos de la misma.